# سایلنت هیل مجموعه اچ‌دی
سایلنت هیل مجموعه اچ دی یک مجموعه بازی ویدئویی ساخته شده در سال ۲۰۱۲ است، که یک انتقال نرم‌افزاری از دو بازی سایلنت هیل ۲ و سایلنت هیل ۳ می‌باشد. این بازی توسط هینیکس استودیو برای کنسول‌های پلی‌استیشن ۳ و اکس‌باکس ۳۶۰ توسعه یافته‌است. داستان بازی درمورد مردی بنام جیمز ساندرلند است که از همسر خود که چندی قبل مرده بوده‌است نامه ای دریافت می‌کند و در آن از او درخواست شده به شهر مرموزی به نام ت‍په خاموش یا سایلنت هیل برود. هر دو بازی داخل این مجموعه در دسته‌بندی ترسناک بقا قرار می‌گیرند. این مجموعه در سراسر جهان توسط کونامی منتشر شده‌است.انتقال نرم‌افزاری بازی شامل یک بازنگری گرافیکی، صداگذاری جدید، و اضافه کردن قابلیت های اکس‌باکس نتورک و شبکه اینترنتی پلی استیشن است.
این بازی بیش از دو سال در حال توسعه بود. به دلیل آرشیو نشدن کد منبع دو بازی تیم توسعه مجبور شد با یک کد منبع ناقص کار کند. در نتیجه بسیاری از روند توسعه بازی صرف بازسازی کردن مشکلات نرم‌افزاری بازی شد. مشکلات نرم‌افزاری سرانجام به اتمام رسید اما صدا گذاری‌ها در سایلنت هیل ۲ مشکل داشت طی توافقی بین کونامی و صداپیشگان سایلنت هیل دو قرار بر صداگذاری مجدد بازی شد. بعضی از کارشناسان و منتقدان از افزایش جلوه‌های بصری و گرافیک و صداگذاری مجدد به دلیل تغییر برخی صدا پیشه‌ها و ضعف‌های گرافیکی انتقاد کردند و این تغییرات ار کم و در حد بازی نمی‌دانستند.

## توسعه و گیمپلی
مجموعه اچ دی سایلنت هیل، مجموعه ای ریمستر شده از بازی سایلنت هیل ۲ (۲۰۰۱) و سایلنت هیل ۳ (۲۰۰۳) است. هر دو بازی در ژانر ترس و بقا هستند به همین دلیل، عناصر گیم پلی آن‌ها با یکدیگر همخوانی دارد. دسترسی به محیط‌های مختلف در دنیای بازی‌ها محدود است زیرا سبک بازی جهان باز نیست. بازیکنان برای ورود به ساختمان‌های داخل بازی نیاز به کلید دارند که گاهی اوقات پس از حل یک معما به دست می‌آید. برای حل معما باید پازل حل کنید یا آیتم‌های مختلف درون بازی را جمع‌آوری کنید. با حل معما کیت‌های سلامت و سلاح‌ها و مهمات را می‌توان به دست آورد. هر دو بازی دارای چندین پایان مختلف هستند. این بازی دارای وضوح ۷۲۰ پی، نسبت تصویر ۱۶:۹، نرخ فریم ۳۰ فریم در ثانیه است، و از ترافی‌های اکس‌باکس و پلی‌استیشن پشتیبانی می‌کند.

مقایسه نسخه اصلی سایلنت هیل ۲، پلی‌استیشن ۲ (سمت راست) و پورت بازسازی شده پلی‌استیشن ۳ (سمت چپ)

از آنجایی که کد منبع اصلی سایلنت هیل ۲ و ۳ حفظ نشده بود، تیم توسعه استودیو هینیکس مجبور شد با کد ناقص ارائه شده توسط ناشر بازی، کونامی کار کند؛ بنابراین، تیم باید به‌طور همزمان مسائل فنی ناشی از انتقال دو بازی و همچنین مواردی را که تیم سازنده اصلی قبلاً رفع نکرده بود، رسیدگی کند. برخی از این مشکلات شامل آبی شدن صفحه بود.علاوه بر این، تیم توسعه بافت مه را از بازی حذف و بافت‌های با کیفت تری را در بازی قرار داد. در این بین خراش‌هایی روی دیوار و سرنخ‌هایی برای پازل‌ها و معماهای داخل بازی اضافه شد. ماساهیرو ایتو، مدیر هنری سایلنت هیل ۲ و ۳، از اجرای بافت‌های داخل بازی بر روی کنسول پلی‌استیشن ۳ ترس داشت، به عقیدهٔ او اجرای این نوع بافت‌های شفاف روی پلی‌استیشن ۳ سخت بود.
صداپیشه‌های جدیدی برای ضبط مجدد دیالوگ‌های هر دو بازی به کارگردانی مری الیزابت مک‌گلین که قبلاً صداپیشگی موسیقی‌های متن‌های مختلف سری سایلنت هیل را انجام داده بود، استخدام شدند. از آنجایی که در ریمستر بازی‌ها انیمیشن‌ها را حفظ می‌کنند، صداپیشه‌ها مجبور بودند اجرای خود را با حرکات لبی که صداپیشگان قبلی انجام می‌دادند همگام کنند. گای سیهی صداپیشه یشین جیمز ساندرلند در سایلنت هیل ۲ معتقد بود که کونامی هروقت که بخواهد می‌تواند از صدای او استفاده کند زیرا او پیشرفت در کارش را بخاطر همکاری با این شرکت می‌داند.
در طول روند تولید مجموعه سایلنت هیل، تام هالت، دستیار تهیه‌کننده، هدف آزار و اذیت بخش کوچکی از طرفداران سایلنت هیل قرار گرفت؛ آنها اورا به عنوان دلیل همه مشکلات بازی، مانند گم شدن کد منبع بازی می‌دانستند.

### انتشار
این مجموعه به‌طور رسمی توسط کونامی در نمایشگاه سرگرمی‌های الکترونیکی در سال ۲۰۱۱ معرفی شد و تاریخ انتشار آن در اواخر همان پاییز اعلام شد. در ابتدا بازی به عنوان یک انحصاری برای پلی‌استیشن ۳ معرفی شد، کونامی بعداً برای سود بیشتر یک پورت برای اکس‌باکس ۳۶۰ نیز معرفی کرد و اعلام کرد که این پورت در روز عرضه بازی برای پلی استیشن۳ منتشر می‌شود. چندی بعد تاریخ انتشار تا مارس ۲۰۱۲ به تعویق افتاد و قرار بود در کنار این مجموعه دو نسخه دیگر به نام، سایلنت هیل: رگبار و سایلنت هیل: کتابی از خاطرات منتشر شود. این مجموعه در ۲۰ مارس در آمریکای شمالی، در ۲۹ مارس در ژاپن، در ۳۰ مارس در اروپا، و در ۵ آوریل در استرالیا منتشر شد. در ژاپن تنها نسخه پلی‌استیشن ۳ منتشر شد. در ژوئیه ۲۰۱۲ یک پچ برای رفع برخی از مشکلات فنی بازی، از جمله نرخ فریم، مشکلات مربوط به مه، و همگام سازی صدا، برای نسخه پلی استیشن ۳  منتشر شد. قرار بود در ماه اوت ۲۰۱۲ یک پچ دیگر برای اکس‌باکس ۳۶۰ نیز عرضه شود اما انتشار پچ لغو شد. این مجموعه در ژوئیه ۲۰۱۸ برای اکس‌باکس وان نیز عرضه شد.

## بازتاب‌ها
| گردآورنده | امتیاز                                |
| --------- | ------------------------------------- |
| متاکریتیک | (پی اس ۳) ۷۰/۱۰۰ (اکس‌باکس ۳۶۰) ۶۹/۱۰۰ |

| ناشر         | امتیاز |
| ------------ | ------ |
| آل‌گیم        | [ ۲۴ ] |
| دستراکتید    | ۳/۱۰   |
| یوروگیمر     | ۵/۱۰   |
| گیم اینفورمر | ۸/۱۰   |
| گیم رولیشن   | [ ۲۸ ] |
| گیم‌اسپات     | ۷/۱۰   |
| گیم‌تریلرز    | ۶/۱۰   |
| آی‌جی‌ان       | ۹/۱۰   |

طبق سایت جمع‌آوری نقد متاکریتیک، مجموعه سایلنت هیل در هر دو کنسول نقدهای «مختلط یا متوسط» دریافت کرد. چندین کارشناس نظر خود را دربارهٔ بازی اعلام کردند، آنها معتقد بودند که عنوان مجموعه گمراه کننده است، زیرا فقط شامل دو بازی از تمام فرنچایز بود و سایلنت هیل ۴، سایلنت هیل: ریشه‌ها و نسخه اول بازی حذف شده‌اند، پس نام این بازی مجموعه سایلنت هیل نیست دوگانه ای از سایلنت هیل است. برخی از منتقدان بر این باور بودند که حذف کردن مه در سری دوم بازی در این مجموعه باعث شد ضعف های بصری بازی در چشم باشد و بازی جذابیت و ترسناکی خود را از دست بدهد.
صداپیشگی جدید بازی طیف وسیعی از انتقادها را به دنبال داشت. برخی از منتقدان آن را از دید یک پیشرفت نگاه می‌کردند، در حالی که برخی دیگر از آن ایراد گرفتند برای مثال، مشکلات مربوط به همگام‌سازی صدا با انیمیشن‌های شخصیت‌ها و هماهنگ نبودن زیرنویس‌ها با صداگذاری جدید.
نظرات کلی در مورد مجموعه متفاوت بود. بررسی‌کنندگان دیگر نوشتند که کیفیت این مجموعه قابل قبول نبود، و آن را در مقایسه با پورت‌های سری‌های دیگر مانند متال گیر سالید ضعیف دانستند.